# Mark Lewis Polansky
Mark Lewis Polansky (* 2. června 1956 Paterson, stát New Jersey, USA) je letec, důstojník a americký kosmonaut. Ve vesmíru byl třikrát.

## Život

### Studium a zaměstnání
Absolvoval střední školu Johna P. Stevense ve městě Edison, New Jersey (1974) a pak pokračoval ve vysokoškolském studiu na Purdue University ve West Lafayete. Studium ukončil v roce 1978.
V letech 1996 až 1998 prodělal výcvik v Houstonu, po něm byl v květnu 1996 zařazen do jednotky kosmonautů v NASA.
Oženil se s Lisou, rozenou Ristowou.
Měl přezdívku Roman.

### Lety do vesmíru
Na oběžnou dráhu se v raketoplánech dostal třikrát a strávil ve vesmíru 41 dní, 10 hodin a 50 minut. Pracoval také na orbitální stanici ISS. Byl 398 člověkem ve vesmíru.
- STS-98 Atlantis (7. února 2001 – 16. února 2001), pilot
- STS-116 Discovery (10. prosinec 2006 – 22. prosinec 2006), velitel
- STS-127 Endeavour, (15. července 2009 – 31. července 2009), velitel